# AA Portuguesa (Santos)
AA Portuguesa, ook bekend als Portuguesa Santista is een Braziliaanse voetbalclub uit Santos, in de deelstaat São Paulo.

## Geschiedenis
De club werd opgericht in 1917 opgericht door de Portugese gemeenschap in de stad. In 1929 speelde de club voor het eerst in de hoogste klasse van het Campeonato Paulista, dat toen nog in een prof- en amateurcompetitie opgedeeld was. Na dit seizoen fuseerden beide competities en Portuguesa plaatste zich hier niet voor.
Nadat er in 1935 opnieuw een splitsing kwam trad de club weer in de competitie aan. Een jaar later eindigde de club derde achter de grote clubs Palestra Itália en Corinthians en voor de stadsrivaal Santos. Ook de volgende twee seizoenen werd de club derde. Hierna speelde de club slechts een bijrol in de competitie en kon niet meer in de subtop eindigen. In 1950 reisde de club naar Portugal om daar enkele wedstrijden te spelen. In 1959 speelde de club tegen Angolese en Mozambikaanse teams, uit ook Portugees sprekende landen. In 1953 degradeerde de club voor het eerst en promoveerde terug na twee seizoenen in de tweede klasse. Na een paar jaar middenmoot ging het weer bergaf tot een nieuwe degradatie volgde in 1961. Deze keerde duurde het drie seizoenen vooraleer de club terug aansluiting vond met de top.
Portuguesa kon het veertien seizoenen volhouden, maar meer dan een plaats in de middenmoot zat er niet in. De club speelde nog tot 1986 in de tweede klasse, maar trok zich dan voor enkele seizoenen terug uit het competitie voetbal. In 1991 keerden ze terug, maar na drie seizoenen degradeerden ze zelfs naar de derde klasse. De club promoveerde wel onmiddellijk en twee jaar later kon de club ook opnieuw promoveren naar de hoogste klasse. In 2002 verzekerde de club zich van het behoud na een play-off tegen tweedeklasser Francana. Een jaar later bereikte de club de halve finale om de titel, die ze verloren van São Paulo. Het was het beste resultaat in ongeveer zeventig jaar. Na nog een goede notering ging het weer bergaf tot een degradatie volgde in 2006. De club had de voorbije jaren ook enkele keren aangetreden in de nationale Série C, maar kon daar geen potten breken.
Na drie seizoenen degradeerde de club naar de derde klasse en in 2010 volgde een tweede degradatie op rij. Pas in 2016 wist de club terug te promoveren naar de Série A3. In 2018 promoveerde de club naar de Série A2. De club werd in de eerste fase tweede, maar verloor dan in de eindronde meteen van Inter de Limeira. In 2025 degradeerde de club. 

## Erelijst
Copa Paulista
2023

## Overzicht seizoenen Campeonato Paulista
| Competitie      | Aantal | Periode                                                                     |
| --------------- | ------ | --------------------------------------------------------------------------- |
| Série A1        | 50     | 1929, 1935-1953, 1956-1961, 1965-1978, 1997-2006                            |
| Série A2        | 29     | 1954-1955, 1962-1964, 1979-1987, 1991-1993, 1995-1996, 2007-2009, 2019-2025 |
| Série A3        | 5      | 1994, 2010, 2017-2018, 2026-                                                |
| Segunda Divisão | 6      | 2011-2016                                                                   |